# Єгер (військова справа)

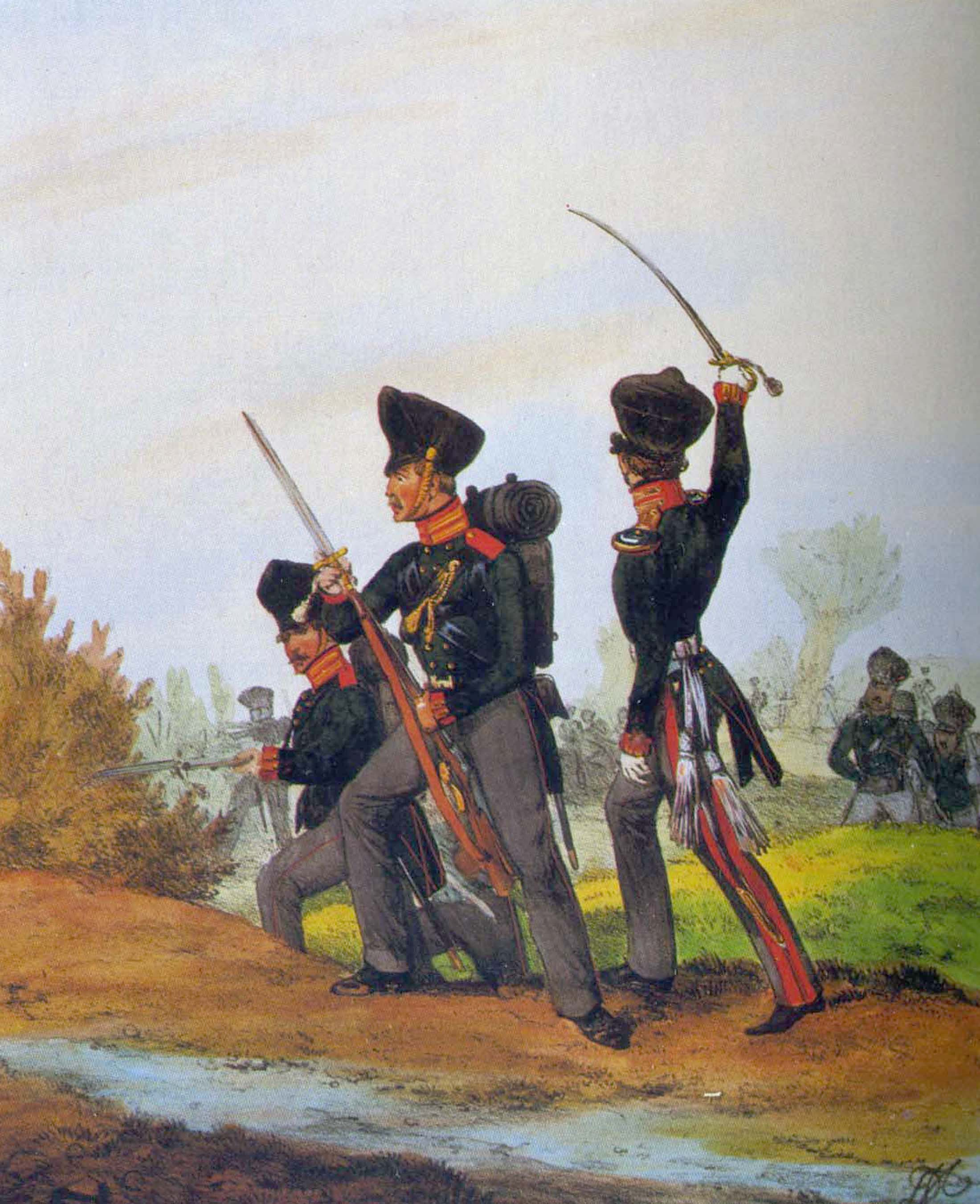
Гессен-Кассельські єгері (1840)

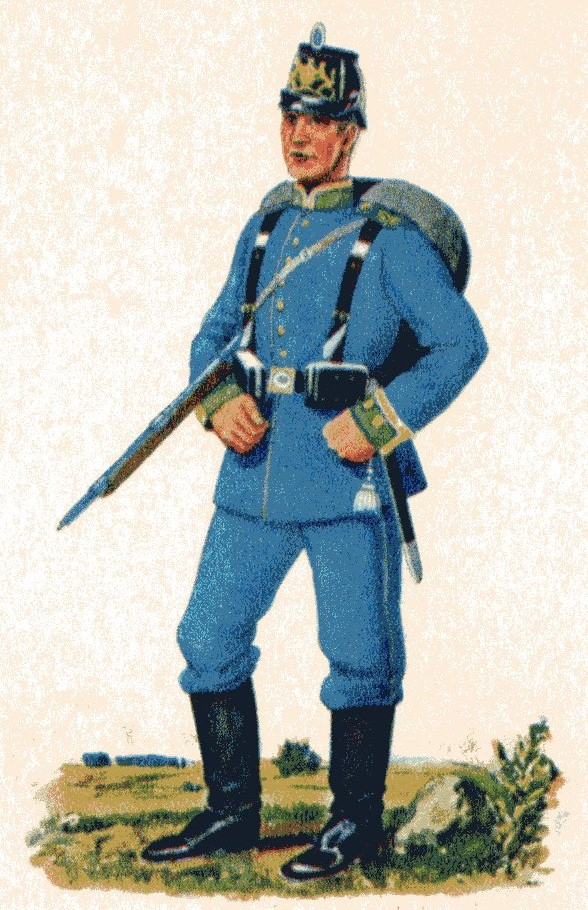
Обер-єгер (капрал) Королівського баварського єгерського батальйону, Ашаффенбург, Баварія (1910)

Є́гер (від нім. Jäger — «мисливець, стрілець») — у військовій справі вояк легкої піхоти. Існував в арміях деяких європейських держав у XVIII—XIX ст.

## Історія
Вперше найменування «єгері» зустрічається в Тридцятилітню війну 1618—1648 рр. З 1674 р. в армії Бранденбурзького маркграфства єгерями в кожній роті називалися відмінні стрільці. У середині XVIII ст. в прусській армії створюються спеціальні команди стрільців-єгерів із колишніх лісничих. Як легка піхота єгері набули поширення під час Семирічної війни 1756—1763 рр. у французькій, прусській та австрійській арміях.
Єгері озброювалися нарізними рушницями (штуцерами), кинджалами і ножами. Діяли розсипним строєм, вели прицільний вогонь, використовувалися для підтримки кінноти, охоплення й обходу противника, прикриття своїх флангів. У французькій армії Наполеона I роль єгерів виконували вольтижери та шасери. В Італії єгері відомі під назвою берсальєрів.
У 2-й половині XIX ст. єгері як легка піхота втратили своє значення і їх найменування зберігалося в деяких арміях (Німеччина, Фінляндія), лише за традицією до кінця Другої світової війни. В армії ФРН військовослужбовці підрозділів, частин і з'єднань піхоти, на відміну від мотопіхоти, продовжують іменуватися єгерями.

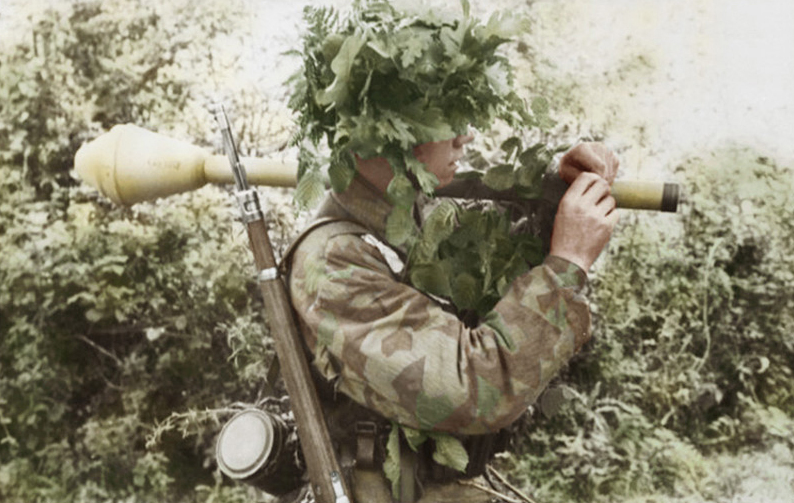
Німецький Fallschirmjäger (десантник) в Нормандії, червень 1944 року, в маскувальному костюмі

У російській армії перший батальйон єгерського типу був сформований П. А. Рум'янцевим в 1761 при облозі фортеці Колобжег (Кольберг). У Російсько-турецьку війну 1768—1774 рр. все піхотні полки російської армії мали команди єгерів. У 1770-х рр. із них були створені окремі єгерські батальйони. У 1785 р. вони були зведені в корпуси (загони 4-батальйонного складу), які в 1797 р. були переформовані в єгерські полки. На початок Французько-російської війни (1812) р. в російській армії було 52 єгерських полки, в тому числі 2 гвардійських. У 1825 р. частина їх отримала найменування єгерських карабінерних. У 1856 єгерські полки були перейменовані в піхотні, а єгерські карабінерні — в гренадерські. На початку XX ст. в російській армії існував один лейб-гвардії єгерський полк. Багато командирів єгерських частин стали відомими воєначальниками.

### Кінні єгері
Кінні єгері — легка кіннота, що існувала в західноєвропейських і російській арміях в XVIII—XIX ст. Призначалися для ведення розвідки, пошуків і рейдів у тил противника. У Росії вперше з'явилися в 1788 р. у вигляді кінно-єгерських команд у легко-кінних полках. У 1789 були сформовані перші кінно-єгерські полки. У 1812—1833 рр. у російській армії було 8—9 таких полків. У 1833 р. кінно-єгерські полки були розформовані, а їхній особовий склад направлений на укомплектування інших полків кінноти, лейб-гвардії кінно-єгерський полк був перейменований на лейб-гвардії драгунський полк.

## Відео
- Военное дело — Финляндия: Егеря [Архівовано 20 листопада 2012 у Wayback Machine.]